# Mount Hay, New South Wales
Mount Hay är ett berg i Australien. Det ligger i regionen City of Blue Mountains och delstaten New South Wales, i den sydöstra delen av landet, omkring 79 kilometer väster om delstatshuvudstaden Sydney. Toppen på Mount Hay är 944 meter över havet, eller 145 meter över den omgivande terrängen. Bredden vid basen är 2,0 km.
Närmaste större samhälle är Katoomba, omkring 15 kilometer sydväst om Mount Hay. 
I omgivningarna runt Mount Hay växer i huvudsak städsegrön lövskog. Runt Mount Hay är det ganska tätbefolkat, med 56 invånare per kvadratkilometer. Genomsnittlig årsnederbörd är 1 149 millimeter. Den regnigaste månaden är februari, med i genomsnitt 214 mm nederbörd, och den torraste är juli, med 26 mm nederbörd.